# Michele Fioroni
Michele Fioroni (Perugia, 16 febbraio 1965) è un manager ed ex tennista italiano.
Fioroni ha rappresentato il suo paese alle Olimpiadi di Los Angeles 1984, in cui il tennis non assegnava medaglie ma era un torneo dimostrativo, dove venne eliminato al primo turno da Emilio Sánchez.
Le uniche apparizioni di Fioroni nel tabellone principale in un evento del Grande Slam sono state al Roland Garros nel 1987, dove ha perso nel singolare al primo turno contro Anders Järryd e nel 1988 dove in doppio, in coppia con Massimo Cierro venne sconfitto da Brad Drewett e Paul Annacone.

## Biografia
Cresciuto tecnicamente sulla terra rossa del Tennis Club Perugia sotto la guida del maestro Dante Marcarelli, viene notato e poi convocato da Mario Belardinelli presso il Centro Federale di Formia nel 1980. Alla fine del 1982 gioca il suo primo torneo ATP e passa al professionismo

## Carriera
Nel 1977 è finalista nella Coppa Lambertenghi, nel 1979 raggiunge la finale nel singolare dei Campionati Italiani under 14 e vince il titolo nel doppio maschile e nel doppio misto.
Nel 1983 raggiunge la terza posizione della classifica mondiale juniores vincendo il Trofeo Bonfiglio battendo Stefan Edberg e Karel Nováček, lo stesso anno vince anche gli Internazionali Juniores di Germania a Düsseldorf. In coppia con Paolo Canè vince il titolo nel doppio maschile dei Campionati Europei Juniores a Ginevra ed è finalista all'Orange Bowl di Miami. 
Nel 1984, dopo aver battuto Claudio Panatta e Gianni Ocleppo arriva secondo ai Campionati italiani assoluti di tennis di Perugia dove viene sconfitto da Francesco Cancellotti in quattro set (6-3, 2-6, 6-4, 6-0). 
L'anno successivo il 1985 è semifinalista ai Campionati italiani assoluti di tennis di Torino, sempre nel 1985 conquista la "Coppa de Galea" a Vichy con la nazionale italiana.
Nel corso della carriera ha partecipato ha diverse edizioni dei tornei di Roma, Milano, Montecarlo, Barcellona, Sydney, Johannesburg, Nizza, Amburgo e Praga, tutti tornei facenti parte del circuito maggiore dell'ATP Tour.
Ha inoltre raggiunto la semifinale del Pescara Challenger, i quarti di finale dei tornei di São Paulo Challenger de Tênis, Brasilia Challenger, Durban Challenger, Rio de Janeiro Challenger e Internazionali di Tennis di San Marino. È risultato vincitore in diversi tornei satellite tra cui Umago, Bibione, Palermo, Cagliari e Siracusa. 
Nella sua carriera vanta infatti vittorie su numerosi giocatori posizionati ai vertici della classifica ATP quali: Stefan Edberg, Karel Nováček, Guy Forget, Marián Vajda, Ulf Stenlund, Cedric Pioline, Michael Westphal, Paolo Canè, Omar Camporese, Renzo Furlan, Gianni Ocleppo, Claudio Panatta, Thierry Champion, Jean Philippe Fleurian, Bruno Oresar,  Goran Prpić, Sláva Doseděl, Magnus Tideman, Andrej Čerkasov, Mark Koevermans, Alberto Tous, Tomás Carbonell e Andrea Gaudenzi.

## Vita privata
Dopo il ritiro ha ricoperto il ruolo di manager e amministratore delegato in diverse aziende industriali italiane. È stato membro del CDA di Confindustria Perugia Legno.
Vive a Roma e ha due figlie.
Nel 2013 insieme ai migliori tennisti italiani degli anni '70 e '80 fonda l'Associazione Mario Belardinelli ex allievi di Formia e viene eletto presidente esecutivo.